# Southeast Yankton (Dakota del Sur)
Southeast Yankton es un territorio no organizado ubicado en el condado de Yankton en el estado estadounidense de Dakota del Sur. En el Censo de 2010 tenía una población de 940 habitantes y una densidad poblacional de 22,6 personas por km².

## Geografía
Southeast Yankton se encuentra ubicado en las coordenadas 42°53′2″N 97°19′48″O / 42.88389, -97.33000. Según la Oficina del Censo de los Estados Unidos, Southeast Yankton tiene una superficie total de 41.6 km², de la cual 37.81 km² corresponden a tierra firme y (9.09%) 3.78 km² es agua.

## Demografía
Según el censo de 2010, había 940 personas residiendo en Southeast Yankton. La densidad de población era de 22,6 hab./km². De los 940 habitantes, Southeast Yankton estaba compuesto por el 90.11% blancos, el 0.85% eran afroamericanos, el 4.26% eran amerindios, el 0% eran asiáticos, el 0% eran isleños del Pacífico, el 2.13% eran de otras razas y el 2.66% pertenecían a dos o más razas. Del total de la población el 3.4% eran hispanos o latinos de cualquier raza.